# Liste der Monuments historiques in Liez (Vendée)
Die Liste der Monuments historiques in Liez (Vendée) führt die Monuments historiques in der französischen Gemeinde Liez auf.

## Liste der Bauwerke
| Bezeichnung       | Beschreibung              | Standort | Kennzeichnung | Schutzstatus | Datum | Bild           |
| ----------------- | ------------------------- | -------- | ------------- | ------------ | ----- | -------------- |
| Kirche Notre-Dame | Erbaut im 13. Jahrhundert | (Lage)   | PA00132745    | Inscrit      | 1994  | weitere Bilder |